# Distrito de Inahuaya
El Distrito peruano de Inahuaya es uno de los 6 distritos de la Provincia de Ucayali, ubicada en el Departamento de Loreto, perteneciente a la Región Loreto, Perú.
Desde el punto de vista jerárquico de la Iglesia católica forma parte del  Vicariato Apostólico de Requena.

## Límites
Limita con los distritos de Alfredo Vargas Guerra, Contamana y Pampa Hermosa:
Por el norte limita con el distrito de Alfredo Vargas Guerra:

El límite se inicia en la cota 303 de coordenada UTM 449 884 m E y 9 226 697 m N, se dirige en dirección Noreste por la divisoria de aguas de la quebrada Cachiyacu (tributario:quebrada Inahuayllo), quebrada Jatuncaño y el río Sarayaquillo (tributario: quebrada Insaya) pasando por las cotas ... hasta interceptar el río Ucayali en un punto en su álveo de coordenada UTM 483 000 m E y 9 230 000 m N.

Por el este limita también con el distrito de Alfredo Vargas Guerra.

El límite se inicia en un punto en el álveo del río Ucayali de coordenada UTM 483 000 m E y 9 230 000 m N, continúa en dirección Sur por el thalweg del río Ucayali hasta un punto en su álveo de coordenada UTM 485 499 m E y 9 218 994 m N; prosigue en dirección Sureste por la divisoria de aguas de las quebradas Yunchin, Shanaya y Huaya pasando por la cota 148 (coordenada UTM 486 851 m E y 9 213 857 m N), hasta un punto de coordenada UTM 488 990 m E y 9 210 990 m N.

Por el sureste y sur limita con los distritos de Contamana y Pampa Hermosa.

El límite se inicia en un punto de coordenada UTM 488 990 m E y 9 210 990 m N, continúa en dirección Suroeste en línea recta hasta un punto de coordenada UTM 478 987 m E y 9 201 989 m N, prosigue en dirección Sur en línea recta hasta interceptar el río Ucayali en un punto en su álveo de coordenada UTM 479 000 m E y 9 200 000 m N; se dirige en dirección Noreste por el thalweg de este río hasta un punto en su álveo (desembocadura del río Cushabatay) de coordenada UTM 472 800 m E y 9 212 700 m N; el límite se dirige en
dirección Suroeste por el thalweg del río Cushabatay hasta un punto en su álveo de coordenada UTM 466 150 m E y 9 208 000 m N, prosigue en dirección Suroeste en línea recta hasta un punto de coordenada UTM 461 997 m E y 9 207 021 m N.

Por el oeste limita con el distrito de Pampa Hermosa.

El límite se inicia en un punto de coordenada UTM 461 997 m E y 9 207 021 m N, continúa en dirección Noroeste por la divisoria de aguas de la quebrada Cachiyacu (tributario: quebrada Loboico) y la quebrada Soroche (tributario: quebrada Huanganayo) pasando por las cotas 209 (coordenada UTM 454 830 m E y 9 216 516 m N) y 322 (coordenada UTM 452 369 m E y 9 223 925 m N), hasta la cota 303 de coordenada UTM 449 884 m E y 9 226 697 m N, punto de inicio de la presente descripción.

### Anexión poblados de Pampa Hermosa
En 1900 se considera la posible anexión territorial del centro poblado de Alto Perillo al distrito de Alfredo Vargas Guerra consideranado como la localidad de Orellana, sede distrital ubicada en el eje del río Ucayali, representaba mayores ventajas para consolidar su desarrollo. El análisis de la solicitud
habilitaba la realización de un estudio técnico para determinar la correspondencia territorial de los centros poblados del distrito de Pampa Hermosa en la margen derecha del río Ucayali, que concluye con la propuesta de Anexión Territorial de los centros poblados: Vargas Guerra, Pacashanaya, Puerto Nuevo, Seturia y Alto Perillo.

## Centros poblados
Su capital es el centro poblado de Inahuaya.
También cuenta como anexos los siguientes pueblos.
Ipuano
El Salvador
San Cristóbal
Jose Olaya Balandra
Santa Rosa de Pirococha